# Then Jerico
Then Jerico is een Britse rockband uit Londen, die vooral succes had in de jaren '80.

## Biografie
De eerste bezetting van de band bestond uit zanger Mark Shaw, bassist Jasper Stainthorpe, drummer Steve Wren en gitarist Scott Taylor. In 1984 tekende de band bij London Records. De eerste single The Big Sweep was een protestnummer tegen de mediamagnaten Robert Maxwell en Rupert Murdoch; de plaat werd echter geen hit.
In 1987 bracht Then Jerico hun debuutalbum uit, getiteld First (The Sound of Music). Van dit album werd met The Motive een internationale hit gescoord. Het nummer betekende de doorbraak voor Then Jerico in het Verenigd Koninkrijk, en ook in Nederland werd het een hit. Wel werd het de enige Top 40-hit in Nederland voor de groep.
Het tweede album van de groep, getiteld The Big Area, overtrof in het Verenigd Koninkrijk het succes van de voorganger. Wel werd het album alleen daar een succes, net als de singles. Met de nummers Big Area, What Does It Take? (een samenwerking met Belinda Carlisle) en Sugar Box werden Britse Top 40-hits gescoord. Na dit album ging de groep tijdelijk uit elkaar. Mark Shaw bracht in 1991 een soloalbum uit.
In 1998 kwam Then Jerico weer bij elkaar en brachten ze het album Orgasmaphobia uit. Een notering in de Britse albumlijst bleef echter uit.
Sinds 2012 treedt de band ook weer op en begonnen ze aan een tour. In 2013 volgde nog een tour langs Britse festivals om hun verzamelalbum Reprise te promoten. Een jaar later hielden de oorspronkelijke bandleden, behalve zanger Mark Shaw, het weer voor gezien. Shaw ging door met een nieuwe bezetting.
Op 27 april 2020 overleed gitarist Scott Taylor op 58-jarige leeftijd aan een hersentumor.

## Hitnoteringen
| Single met eventuele hitnotering(en) in de Nederlandse Top 40 | Datum van verschijnen | Datum van binnenkomst | Hoogste positie | Aantal weken | Opmerkingen |
| ------------------------------------------------------------- | --------------------- | --------------------- | --------------- | ------------ | ----------- |
| The Motive                                                    | 1987                  | 24-10-1987            | 30              | 3            |             |